# Giovanni Salvemini

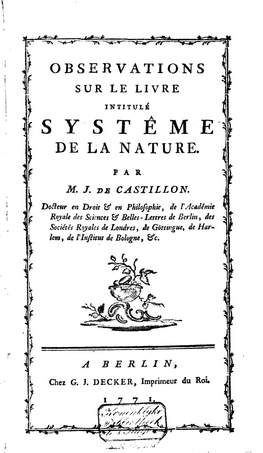
Castillon: Observations sur le livre intitulé Systême de la nature (1771)

Giovanni Francesco Mauro Melchiorre Salvemini di Castiglione (n. 11 ianuarie 1708 la Castiglion Fibocchi, Provincia Arezzo - d. 11 octombrie 1791 la Berlin) a fost un matematician și astronom italian.
Și-a luat doctoratul la Universitatea din Pisa, a plecat în Suedia, apoi s-a întors la Utrecht, unde în 1751 a fost numit profesor de matematică și filozofie, mai târziu fiind profesor la Școala de Artilerie, apoi director la Academia din Berlin.
A fost unul din directorii publicației Journal Littéraire din Berlin (1772 - 1776).
În 1741 a descoperit curba numit cardioidă, inițiată de J. Koersmann, ca fiind un caz particular de epicicloidă.

## Scrieri
- 1751: Aritmetica lui Newton, traducerea ei în italiană
- 1757: Éléments de physique
- 1774: Vie d'Appollonius de Tyrane par Philostrate,..., în patru volume.

1. 1 2  MacTutor History of Mathematics archive, accesat în 22 august 2017
2. 1 2  Giovanni Salvemini, SNAC, accesat în 9 octombrie 2017
3. 1 2 3  Autoritatea BnF, accesat în 10 octombrie 2015
4. 1 2 3 4  Catalogus Professorum Academiae Rheno-Traiectinae, accesat în 5 februarie 2019
5. ↑  Complete Dictionary of Scientific Biography[*] Verificați valoarea |titlelink= (ajutor)
6. 1 2 3 4 5 6 7 8  MacTutor History of Mathematics archive
7. ↑  „Giovanni Salvemini”, Gemeinsame Normdatei, accesat în 1 ianuarie 2015
8. 1 2 3 4 5 6 7 8  „Giovanni Salvemini”, Gemeinsame Normdatei, accesat în 17 martie 2015
9. ↑  Czech National Authority Database, accesat în 29 iulie 2023
10. 1 2 3  Czech National Authority Database, accesat în 1 martie 2022
11. ↑  Genealogia matematicienilor